# 永和路 (合肥)
永和路是安徽省合肥市的一条南北向次干道，得名自当地地名永和村（在现科大先研院东南角）。道路北起彩虹路，经望江西路、习友路、明珠大道、铭传路后，止于宁西铁路、合武铁路北侧的宁西路。沿路有合肥卷烟厂、北雁湖湿地公园等。

## 轨道交通
- █ 4号线：复兴集站⇄长安集站